# Kristotomus verticalis
Kristotomus verticalis är en stekelart som beskrevs av Gupta 1990. Kristotomus verticalis ingår i släktet Kristotomus och familjen brokparasitsteklar. Inga underarter finns listade i Catalogue of Life.